# Sojuz MS-19
Sojuz MS-19 byla ruská kosmická loď řady Sojuz, která na Mezinárodní vesmírnou stanici ISS přivezla jednoho člena stálé posádky Expedice 66 a dva filmaře na několikadenní pobyt. Start se uskutečnil 5. října 2021, přistání 30. března 2022.

## Posádka
Hlavní posádka:
- Anton Škaplerov (4), velitel, Roskosmos
- Klim Šipenko (1), účastník kosmického letu, Pěrvyj kanal – při přistání: Pjotr Dubrov (1), palubní inženýr, Roskosmos
- Julija Peresildová (1), účastnice kosmického letu, Pěrvyj kanal – při přistání: Mark Vande Hei (2), palubní inženýr, NASA

V závorkách je uveden dosavadní počet letů do vesmíru včetně této mise.
Záložní posádka
- Oleg Artěmjev, velitel, Roskosmos
- Alexej Dudin, účastník kosmického letu, Pěrvyj kanal
- Aljona Mordovinová, účastnice kosmického letu, Pěrvyj kanal

Ruská kosmická agentura Roskosmos v květnu 2021 oznámila, že ukončila výběr herečky, která zúčastní kosmického letu k ISS kvůli vědeckému a vzdělávacímu filmovému projektu s pracovním názvem Vyzov (rusky Вызов; doslovně Výzva). Julija Peresildová zvítězila v konkursu, v jehož závěrečné fázi bylo 20 kandidátek, a přidala se k filmovému a televiznímu režisérovi Klimovi Šipenkovi, který byl pro projekt vybrán už v roce 2020.

## Průběh letu
Loď odstartovala z kosmodromu Bajkonur 5. října 2021 v 08:55:02 UTC a po pouhých třech a půl hodinách se ve 12:22 UTC připojila k ISS prostřednictvím spodního portu modulu Rassvet.
Oba filmaři strávili na palubě ISS jedenáct dní a poté se vrátili na Zemi v Sojuzu MS-18 s jeho velitelem Olegem Novickým, dosavadním členem ruské části Expedice 65. Její zbylí členové, Pjotr Dubrov a Mark Vande Hei, kteří s Novickým přiletěli v Sojuzu MS-18, zůstali na stanici a společně s Antonem Škaplerovem, se stali členy Expedice 66, Škaplerov dokonce velitelem ISS.
Škaplerov s Dubrovem podnikli 19. ledna 2022 více než sedmihodinový výstup do volného prostoru kvůli propojení nových modulů Pričal a Nauka napájecími i datovými kabely, montáž zábradlí, antén pro setkání a dokovacích terčů.
Sojuz MS-19 se podle plánu vrátil na Zemi 30. března 2022. V 07:21 UTC se loď odpojila od stanice a v 11:28:04 UTC přistála v Kazachstánu, 147 km jihovýchodně od města Žezkazgan. Let lodi a jejího velitele Škaplerova trval 176 dní, 2 hodiny a 33 minut, zatímco let Dubrova a Vande Heie díky předchozímu pobytu na stanici během Expedice 65 trval 355 dní, 3 hodiny a 46 minut. Vande Hei tak ustavil nový americký rekord v délce jednotlivého kosmického letu a překonal dosavadní nejdelší let 340 dní, 8 hodin, 43 minut, který od roku 2016 patřil astronautu Scottu Kellymu. Dubrov se současně dostal do čela seznamu ruských kosmonautů podle délky pobytu na ISS.

## Film Vyzov (Výzva)
Klim Šipenko měl jako režisér během natáčení na ISS na starost také kameru, osvětlení, nahrávání zvuku a make-up a používal přitom techniku a vybavení, které na ISS v červnu 2021 doručila nákladní loď Progress MS-17.
V říjnu 2022 Roskosmos oznámil, že se hlavní hrdinové filmu a štáb vrátili na kosmodrom Bajkonur, aby dokončili zbývající scény, které kvůli předstartovní přípravě a karanténě nebylo možné natočit před startem v říjnu 2021. Kromě kosmodromu filmové záběry vznikaly také ve Středisku přípravy kosmonautů J. A. Gagarina – v hale se simulátory ruského segmentu ISS a kosmické lodě Sojuz a v hydrolaboratorních a centrifugových komplexech, dále na vojenském letišti Čkalovskij a ve speciálně vytvořených kulisách Centra řízení misí a Národního vesmírného střediska. Natáčení se uskutečnilo v celkem 53 natáčecích směnách, z toho tři v beztížném laboratorním letounu IL-76 MDK. Během pobytu na ISS se uskutečnilo 12 natáčecích směn. Premiéra filmu je naplánována na 12. dubna 2023, den 62. výročí letu Jurije Gagarina do vesmíru.